# TRIGA反应堆

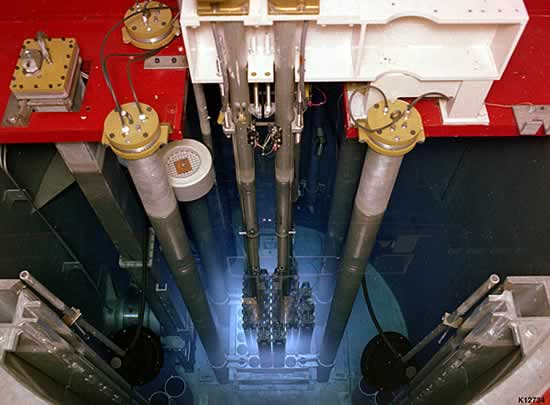
TRIGA反应堆核心近照，可以看见切连科夫辐射引起的蓝色辉光.

TRIGA反应堆是一种小型核反应堆，最初由通用原子公司设计，其设计小组由物理学家弗里曼·戴森（Freeman Dyson）领导。TRIGA是“训练、研究、同位素、通用原子”（Training, Research, Isotopes, General Atomic）5个英文字母的缩写。

## 设计
TRIGA反应堆是一种可以不安装严密安全保护层的池式反应堆，一般用于教學訓練、科学研究和同位素生产。TRIGA反应堆使用铀氢锆核燃料，这种燃料的核反应速率随温度上升而下降，因此TRIGA反应堆非常安全，基本不存在发生核事故的可能。最初的TRIGA反应堆使用高浓度的铀燃料，但美国能源部在1978年推出“研究试验堆低浓化项目”（Reduced Enrichment for Research Test Reactors program）后，TRIGA反应堆逐渐转向使用低浓度的铀燃料。

## 历史
TRIGA反应堆设计初衷是“交给年轻学生也非常安全”——通用原子公司主管弗雷德里克·霍夫曼（Frederic de Hoffmann）如此描述。由爱德华·泰勒（Edward Teller）率领的年轻物理学家组成的小组在1956年夏天于加利福尼亚圣迭戈完成了TRIGA反应堆的设计。主要设计得到费尔曼·戴森的建议和帮助。TRIGA反应堆原型（TRIGA Mark I）在1958年5月3日于圣迭戈被委托管理至1997年才关停。它被认为是美国核学会历史性的里程碑。
Mark II，Mark III和其他的改进型TRIGA反应堆几年后被先后制造出来。至今，已有35座TRIGA型核反应堆分布在美国各处，另有35座分布在波多黎各、罗马尼亚、斯洛文尼亚、泰国、土耳其和越南——它们是因美国前总统艾森豪威尔1953年的原子和平（Atoms for Peace）政策而被安装的。摩洛哥、泰国、罗马尼亚还将安装新的TRIGA反应堆。